# Erzeparchie Ahvaz
Die Erzeparchie Ahvaz (lateinisch: Archieparchia Ahvasiensis Chaldaeorum) ist eine im Iran gelegene Erzeparchie der chaldäisch-katholischen Kirche mit Sitz in Ahvaz.

## Geschichte
Die Erzeparchie Ahvaz wurde am 3. Januar 1966 durch Papst Paul VI. mit der Apostolischen Konstitution Ex quo tempore errichtet. Sie umfasst Gebiete im südlichen Iran, die zuvor zur Erzeparchie Sehna gehörten. Im Norden wird ihr Gebiet vom 33. Breitengrad begrenzt, im Osten von der afghanischen und pakistanischen Grenze, im Süden vom Persischen Golf und im Westen von den irakischen Gebieten.

## Erzbischöfe der Erzeparchie Ahvaz
- 1966–1970 Thomas Michel Bidawid, dann Weihbischof in Baghdad
- 1972–1974 Samuel Chauriz OAOC, dann Erzbischof von Urmia
- 1974–2011 Hanna Zora, dann Bischof der Eparchie Mar Addai of Toronto
- 2011–0000 Sedisvakanz